# Hilemorfismo

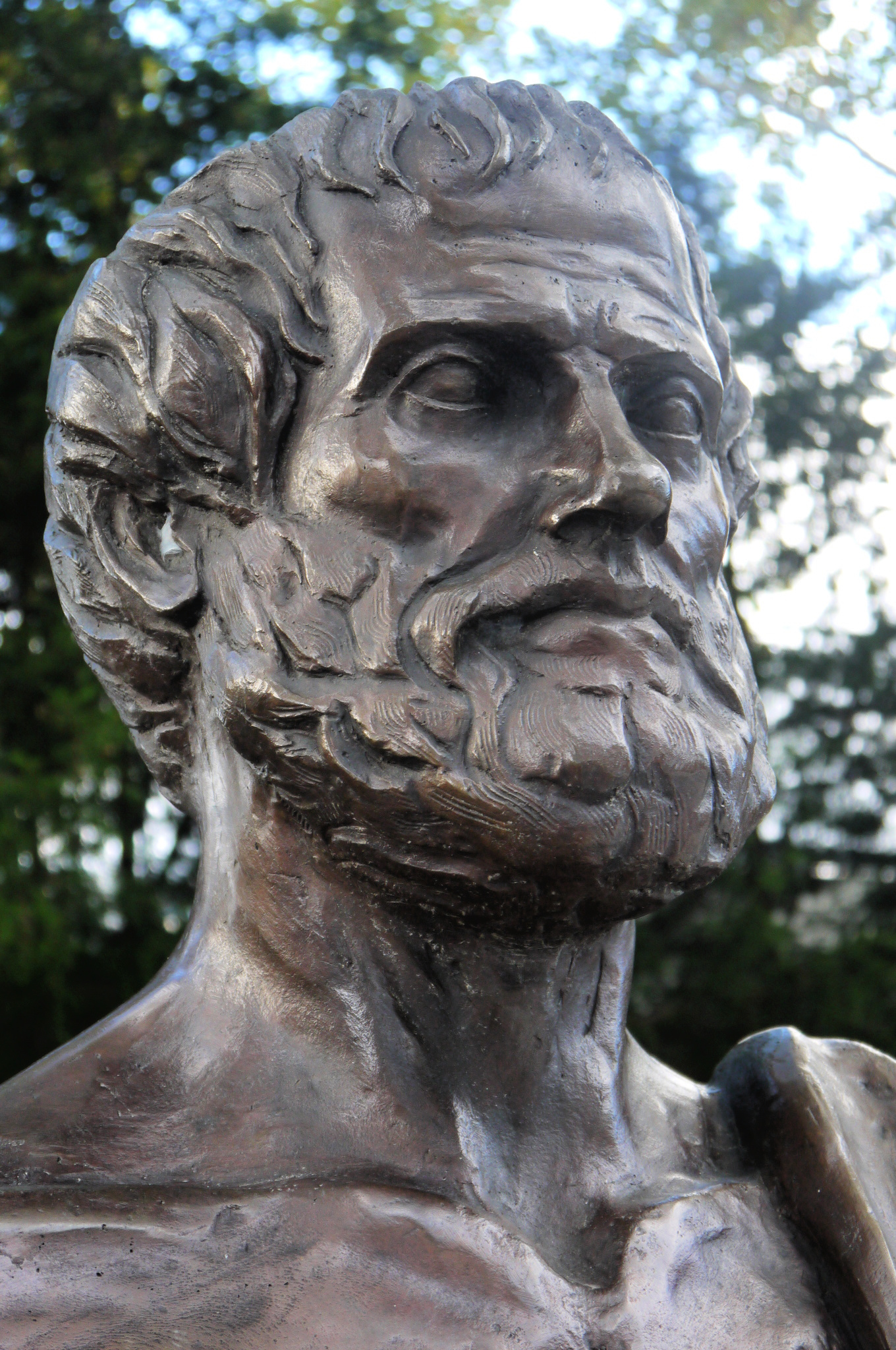
Busto de bronce de Aristóteles en Athens Square, Nueva York.

El hilemorfismo o hilomorfismo es una teoría filosófica ideada por Aristóteles y seguida por la mayoría de los escolásticos, según la cual se concibe a la sustancia (ousia) como compuesto por dos principios esenciales,  uno es la materia y el otro la forma. La palabra es un término del siglo XIX formado por las palabras griegas hyle (ὕλη), "materia", y morphē (μορφή), "forma".  
Como cualquier objeto material tiene una forma, la materia prima es el sustrato básico de toda la realidad. En el mundo material, la materia no puede darse sin forma y la forma no puede darse sin materia. Mientras que la materia pura no tiene más que una existencia teórica, la forma pura existe realmente: es la divinidad, el primer motor inmóvil. 
La noción aristotélica de materia, forma y la relación entre ambas han sido objeto de muchas discusiones desde la Antigüedad.

## Materia y forma

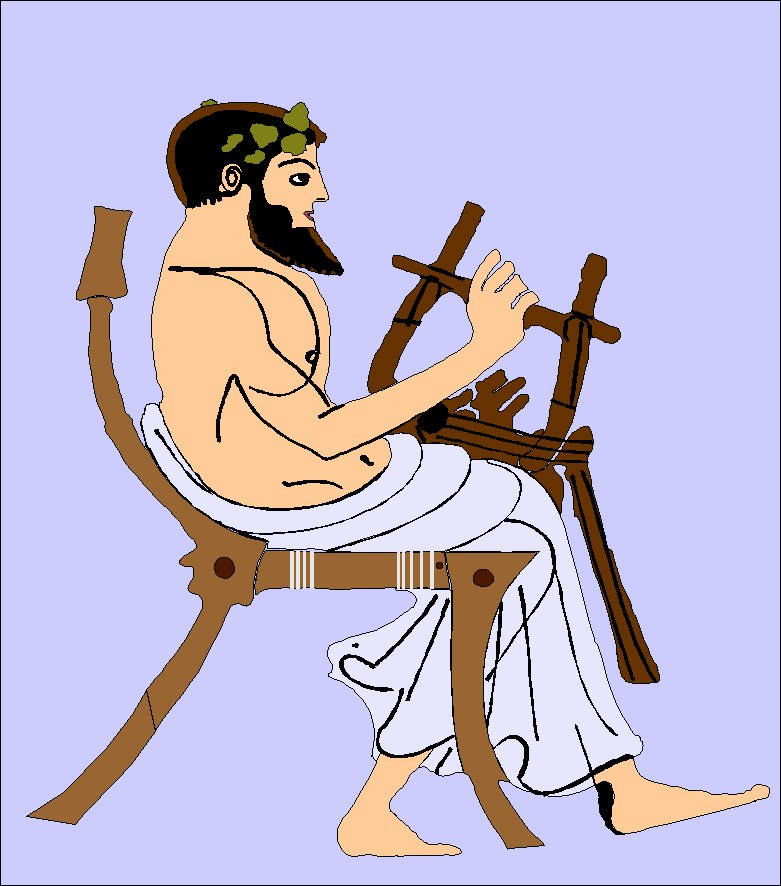
Materia: Aquello de lo que la cosa está hecha. Ej: Silla de madera, la madera es la materia.
Forma: Lo que hace que una cosa sea lo que es. Ej: Lo que hace que la silla sea silla y no mesa.

Aristóteles define la materia como aquello de lo cual está hecho algo. Por ejemplo, las letras son materia de sílabas. Por lo tanto, la materia es un término relativo: un objeto cuenta como materia relativa a otra cosa. Por ejemplo, la arcilla es materia relativa a un ladrillo porque un ladrillo está hecho de arcilla, mientras que los ladrillos son materia relativa a una casa de ladrillos.

En efecto, aunque la línea, al ser dividida, se descomponga en mitades, o el hombre en huesos, tendones y carnes, no por eso deben considerarse estas cosas como partes de su substancia, sino como materia, y son partes del compuesto total, pero no de la especie ni de lo que se expresa en el enunciado. Por eso tampoco figuran en los enunciados.
Metafísica (1035a15-20)

La doctrina de la materia y forma en Aristóteles está relacionada con la distinción de potencialidad y actualidad. La materia desnuda se considera como una potencialidad de forma. El cambio se analiza como una transformación material: la materia es lo que sufre un cambio de forma. Por ejemplo, considere un roca con la forma de estatua. La materia es la piedra, y esta materia pierde una forma (de roca) y gana una nueva forma (la de una estatua). Por otro lado, Dios es pura forma y pura actualidad; en ello (puesto que Aristóteles no reconoce al Motor Inmóvil como una persona, entonces no es un él o Él) no puede haber cambio. Esta doctrina es optimista y teleológica, donde todo se cambia hacia algo continuamente mejor que lo anterior.
La conexión entre la forma de una cosa y su función surge en la Física, donde Aristóteles distingue sus cuatro tipos de causa: material, formal, eficiente y final.
De acuerdo con la teoría de la percepción de Aristóteles, percibimos un objeto al recibir su forma (eidos) con nuestros órganos sensoriales. Por lo tanto, las formas incluyen experiencias, como colores, texturas y sabores, no solo formas.

### Forma sustancial y accidental
Los filósofos medievales que usaban conceptos aristotélicos frecuentemente distinguían entre formas sustanciales y formas accidentales. Una sustancia necesariamente posee al menos una forma sustancial. También puede poseer una variedad de formas accidentales. Para Aristóteles, una "sustancia" (ousia) es una cosa individual, por ejemplo, un hombre individual o un caballo individual. La forma sustancial de la sustancia X consiste en las propiedades esenciales de X, las propiedades que la materia de X necesita para ser el tipo de sustancia que X es. En contraste, las formas accidentales de X son propiedades no esenciales de X, propiedades que X puede perder o ganar sin cambiar a un tipo diferente de sustancia.

### Materia prima y determinada
En algunos casos, la materia de una sustancia será en sí misma una sustancia. Si la sustancia A está hecha de la sustancia B, entonces la sustancia B es materia de la sustancia A. Sin embargo, ¿de qué se trata una sustancia que no está hecha de ninguna otra sustancia? Según los aristotélicos, dicha sustancia solo tiene "materia prima" como materia. La materia prima es materia sin forma sustancial propia. Por lo tanto, puede cambiar a varios tipos de sustancias sin permanecer ningún tipo de sustancia todo el tiempo. La materia se diferencia de una «materia prima» sin forma, incognoscible y eterna que constituye toda realidad; de una segunda «materia de» alguna realidad determinada (como la madera, la arcilla o el bronce), donde es particular que la primera por analogía pero en ambos casos se trata de una «materia sensible común».

## Cuerpo y alma

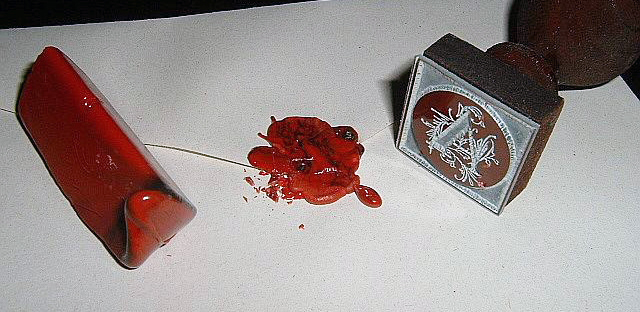
Aristóteles compara el alma y el cuerpo con la cera y el sello.

### Teoría básica
Aristóteles aplica su teoría del hilomorfismo a los seres vivos. Él define un alma como aquello que da vida a un ser. La vida es una propiedad de los seres vivos, como lo son el conocimiento y la salud. Por lo tanto, un alma es una forma, es decir, un principio o causa específica, de un ser vivo. Además, Aristóteles dice que un alma está relacionada con su cuerpo como forma de la materia.
Por lo tanto, argumenta Aristóteles, no hay problema en explicar la unidad del cuerpo y el alma, así como tampoco hay problema en explicar la unidad de cera y su forma. Así como un objeto de cera consiste en cera con cierta forma, un organismo vivo consiste en un cuerpo con la propiedad de la vida, que es su alma. Sobre la base de su teoría hilomórfica, Aristóteles rechaza la doctrina pitagórica de la reencarnación, ridiculizando la idea de que cualquier alma podría habitar cualquier cuerpo.
Según Timothy Robinson, no está claro si Aristóteles identifica el alma con la estructura del cuerpo. Según una interpretación de Aristóteles, un cuerpo bien organizado ya está vivo simplemente en virtud de su estructura. Sin embargo, según otra interpretación, la propiedad de la vida, es decir, el alma, es algo además de la estructura del cuerpo. Robinson usa la analogía de un automóvil para explicar esta segunda interpretación. Un automóvil en funcionamiento está funcionando no solo por su estructura sino también por la actividad en su motor. Del mismo modo, según esta segunda interpretación, un cuerpo vivo está vivo no solo por su estructura, sino también por una propiedad adicional: el alma, que un cuerpo bien organizado necesita para estar vivo. John Vella usa el monstruo de Frankenstein para ilustrar la segunda interpretación: el cadáver que yace en la mesa de Frankenstein ya es un cuerpo humano completamente organizado, pero aún no está vivo; cuando Frankenstein activa su máquina, el cadáver adquiere una nueva propiedad, la propiedad de la vida, que Aristóteles llamaría el alma. 

### Cuerpos vivos
Algunos estudiosos han señalado un problema al que se enfrenta la teoría de Aristóteles sobre el hilomorfismo cuerpo-alma. Según Aristóteles, la materia de un ser vivo es su cuerpo, que necesita un alma para estar viva. Del mismo modo, la materia de una esfera de bronce es bronce, que necesita redondez para ser una esfera. Ahora, el bronce sigue siendo el mismo bronce después de dejar de ser una esfera. Por lo tanto, parece que un cuerpo debería seguir siendo el mismo después de la muerte. Sin embargo, Aristóteles implica que un cuerpo ya no es el mismo cuerpo después de la muerte. Además, Aristóteles dice que un cuerpo que ha perdido su alma ya no está potencialmente vivo. Pero si la materia de un ser vivo es su cuerpo, entonces ese cuerpo debería estar potencialmente vivo por definición.
Un enfoque para resolver este problema basa en el hecho de que un cuerpo vivo está reemplazando constantemente la materia vieja por otra nueva. Un cuerpo de cinco años consta de una materia diferente a la del cuerpo de setenta años de la misma persona. Si el cuerpo de cinco años y el cuerpo de setenta años consisten en materia diferente, entonces, ¿qué los hace el mismo cuerpo? La respuesta es presumiblemente el alma. Debido a que los cuerpos de cinco y setenta años comparten un alma, es decir, la vida de la persona, podemos identificarlos como el cuerpo. Aparte del alma, no podemos identificar qué colección de materia es el cuerpo. Por lo tanto, el cuerpo de una persona ya no es el cuerpo de esa persona después de que muere. 
Otro enfoque para resolver el problema basa en una distinción entre materia "próxima" y "no próxima". Cuando Aristóteles dice que el cuerpo es materia para un ser vivo, puede estar usando la palabra "cuerpo" para referirse a la materia que constituye el cuerpo completamente organizado, en lugar del cuerpo completamente organizado. A diferencia del cuerpo totalmente organizado, este "cuerpo" sigue siendo lo mismo incluso después de la muerte. En contraste, cuando dice que el cuerpo ya no es el mismo después de su muerte, está usando la palabra "cuerpo" para referirse al cuerpo completamente organizado. 

### Intelecto
Aristóteles dice que el intelecto (nous), la capacidad de pensar, no tiene ningún órgano corporal (en contraste con otras habilidades psicológicas, como la percepción sensorial y la imaginación). Aristóteles distingue entre dos tipos de intelecto. Estos se llaman tradicionalmente el " intelecto paciente (o pasivo)" y el "intelecto agente (o activo)". Él dice que el "intelecto  agente" no está mezclado con el cuerpo y sugiere que puede existir aparte de él. En su libro Xll de la Metafísica, compara el nous activo con el motor inmóvil, del universo, el nous cósmico, que es una idea ya presente en los textos de Platón. 
El intelecto pasivo es como la arcilla, puede convertirse en cualquier cosa y está sujeto a cambios. La función del intelecto activo es dar forma al intelecto pasivo. Aristóteles se opuso a la idea de Platón de que el alma lleva consigo recuerdos de vidas anteriores y atribuyó la facultad de la memoria al intelecto pasivo, que en virtud de estar sujeto a cambios, puede morir. 
Según una interpretación, la capacidad de una persona para pensar (a diferencia de sus otras habilidades psicológicas) pertenece a algún órgano incorpóreo distinto de su cuerpo. Esto equivaldría a una forma de dualismo. Sin embargo, según algunos estudiosos, no sería un dualismo cartesiano completo. Esta interpretación crea lo que Robert Pasnau ha llamado el "problema mente-alma": si el intelecto pertenece a una entidad distinta del cuerpo, y el alma es la forma del cuerpo, entonces, ¿cómo es el intelecto parte del alma?
Otra interpretación se basa en la distinción entre el intelecto pasivo y el intelecto agente. Según esta interpretación, el intelecto pasivo es una propiedad del cuerpo, mientras que el intelecto agente es una sustancia distinta del cuerpo. Algunos defensores de esta interpretación piensan que cada persona tiene su propio intelecto agente, que presumiblemente se separa del cuerpo al morir. Otros interpretan el intelecto agente como un solo ser divino, tal vez el motor inmóvil, el Dios de Aristóteles.
Una tercera interpretación basa en la teoría de que una forma individual es capaz de tener propiedades propias. Según esta interpretación, el alma es una propiedad del cuerpo, pero la capacidad de pensar es una propiedad del alma misma, no del cuerpo. Si ese es el caso, entonces el alma es la forma del cuerpo y, sin embargo, pensar no necesita involucrar ningún órgano corporal.

## Hilemorfismo universal
El filósofo Avicebrón propuso una versión neoplatónica de este concepto aristotélico, según el cual todas las cosas, incluidas el alma y el intelecto, están compuestas de materia y forma.

## Modificaciones medievales
Los teólogos medievales, recientemente expuestos a la filosofía de Aristóteles, aplicaron el hilomorfismo a las doctrinas cristianas, como la transubstanciación del pan y el vino de la Eucaristía en el cuerpo y la sangre de Jesús. Teólogos como Duns Scoto y Tomás de Aquino desarrollaron aplicaciones cristianas del hilomorfismo.

### Pluralidad contra la unidad de la forma sustancial
Muchos teólogos y filósofos medievales siguieron a Aristóteles al ver el alma de un ser vivo como la forma de ese ser, específicamente, su forma sustancial. Sin embargo, no estaban de acuerdo sobre si el alma de X es la única forma sustancial de X. Algunos pensadores medievales argumentaron que el alma de X es la única forma sustancial de X, responsable de todas las características del cuerpo de X. Por el contrario, otros pensadores medievales argumentaron que un ser vivo contiene al menos dos formas sustanciales: (1) la forma y estructura de su cuerpo, y (2) su alma, que da vida a su cuerpo.

### Hilomorfismo tomista
Tomás de Aquino afirmó que el alma de X era la única forma sustancial de X, aunque X también tenía numerosas formas accidentales que explicaban las características no esenciales de X. Aquino definió una forma sustancial como aquella que hace que la materia de X constituya X, que en el caso de un ser humano es la capacidad racional. Atribuyó todas las demás características de un ser humano a formas accidentales. Sin embargo, Aquino no afirmó que el alma fuera idéntica a la persona. Sostuvo que un ser humano apropiado es un compuesto de forma y materia, específicamente materia prima. La forma y la materia tomadas por separado pueden retener algunos de los atributos de un ser humano, pero no son idénticos a esa persona. Entonces, un cadáver no es en realidad o potencialmente un ser humano.
Eleonore Stump describe la teoría del alma de Aquino en términos de "configuración". El cuerpo es materia que está "configurada", es decir, estructurada, mientras que el alma es un "configurador configurado". En otras palabras, el alma es en sí misma una cosa configurada, pero también configura el cuerpo. Un cuerpo muerto es simplemente materia que alguna vez fue configurada por el alma. No posee la capacidad de configuración de un ser humano. 
Aquino creía que la capacidad racional era una propiedad del alma, no de ningún órgano corporal. Sin embargo, él creía que el cerebro tenía alguna función cognitiva básica. La atribución de Tomás de Aquino de la capacidad racional al alma le permitió afirmar que las almas sin cuerpo podían retener su capacidad racional, aunque se mantuvo firme en que tal estado no era natural.
En lo que respecta a la naturaleza de la materia, Duns Escoto se opuso a la tesis de Aquino, donde la materia en sí misma es puramente potencial. Escoto afirma que la materia es un ente propio separable de la forma. Para Escoto, la materia primera es potencia subjetiva, “como una entidad positiva, que ha nacido para recibir el acto y es ente en potencia para todos los actos que puede recibir”. Esta doctrina se contrapone a la de Avicena, quien dice que materia y forma se diferencian de un modo relativo, no absoluto.

### Hilemorfismo en el confucianismo
James Dominic Rooney argumentó que el filósofo chino confuciano, Zhu Xi, "abrazó una metafísica independiente no aristotélica que es paralela en aspectos importantes a la tradición hilomórfica aristotélica [...] notablemente cercana a la de Tomás de Aquino". Refiriéndose a la explicación anterior del hilemorfismo en, Rooney muestra los términos de materia (hyle) y forma (morphe) çen el pensamiento de Zhu Xi, qi ("patrón" o "estructura") y li ("lo que está modelado o estructurado").

## Críticas
El hilemorfismo como doctrina aristotélica ha sido criticado durante los últimos siglos. En Historia de la filosofía occidental, Bertrant Russell critica el concepto de forma como confuso y ambiguo:

«Sigue después diciendo que en virtud de la forma, la materia es una cosa determinada, y esto es la sustancia de la cosa. Lo que Aristóteles quiere decir parece ser sencillamente sentido común: una cosa debe ser limitada, y el límite constituye su forma. [...] Ahora llegamos a una nueva afirmación, que parece difícil a primera vista. El alma es la forma del cuerpo. Aquí está claro que forma no significa figura. [...] Parecería entonces que forma es lo que da unidad a una porción de la materia, y que esta unidad es generalmente, si no siempre, teleológica. Pero forma resulta ser mucho más que esto, y esto, que es más, es muy difícil. Se nos dice que la forma de una cosa es su esencia y sustancia primaria. Las formas son sustanciales, aunque no lo son los universales. [...] Él cree que una forma es algo muy distinto de un universal, pero tiene muchas de las mismas características. La esto es una reminiscencia de la única realidad de las ideas».

Russell señala que al afirmar Aristóteles que hay cosas con forma pero sin materia y que la forma es más real que la materia, siendo solo pura potencialidad, hace poner al descubierto a Aristóteles contra sus propios argumentos hacia las ideas platónicas. Russell concluye que el cambio que Aristóteles hace en la metafísica de Platón es menor de lo que cree. Esta opinión es mantenida por Eduard Zeller, quien sobre la cuestión de materia y forma, dice:

«La explicación definitiva de la falta de claridad de Aristóteles en este tema radica, sin embargo, en el hecho de que sólo se había emancipado a medias, como veremos, de la tendencia de Platón a sustancializar ideas. Las formas tenían para él, como las ideas para Platón, una existencia metafísica propia, condicionando todas las cosas individuales. Y tan agudamente como siguió el desarrollo de las ideas de la experiencia, no es menos cierto que estas ideas, especialmente en donde están más lejos de la experiencia y percepción inmediata, se transforman al final, de un producto lógico del pensamiento humano, en un presentimiento inmediato de un mundo suprasensible, y en el objeto, en ese sentido, de una intuición intelectual».

Para Pedro Laín Entralgo, el hilemorfismo aristotélicotomista "no deja de ser sino un dualismo un tanto disfrazado".